# Spirit
Spirit (oficiálně: MER-A) byl jedním ze dvou vozítek mise Mars Exploration Rover americké NASA. Spirit přistál na Marsu 4. ledna 2004. Na povrchu fungoval až do roku 2010, kdy 22. března vyslal poslední zprávu, načež následovala marsovská zima. 25. května 2011 byly vzdány poslední pokusy opět navázat spojení s tímto vozítkem, čímž definitivně skončila jeho aktivita na povrchu Marsu.

## Místo přistání: Columbia Memorial Station

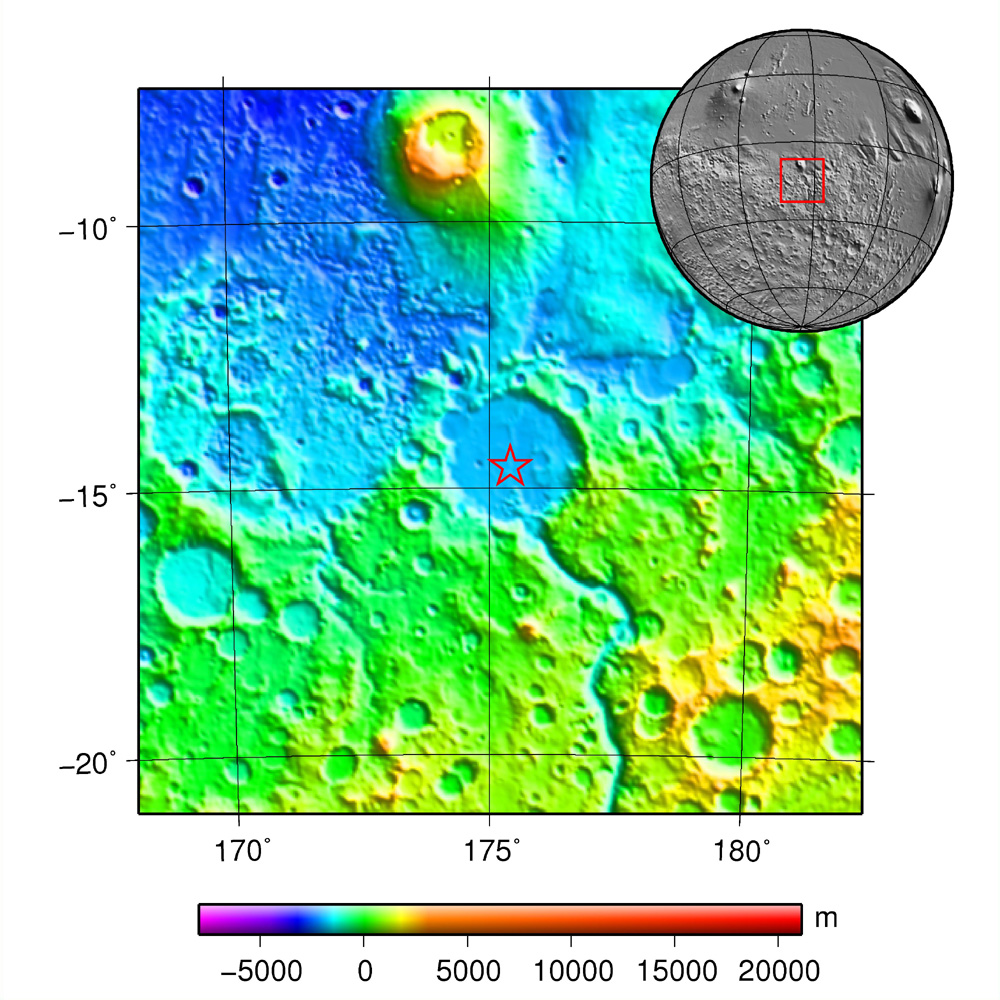
Místo přistání roveru Spirit v kráteru Gusev

Spirit přistál v kráteru Gusev asi 10 km od středu cílové přistávací elipsy 14,5718° jižní šířky a 175,4785° východní délky . Vozítko, padák, tepelný štít a několik stop po odrazech je vidět na obrázku pořízeném sondou Mars Global Surveyor.
Panorama  ukazuje jemně zvlněný povrch, pokrytý malými kameny, s kopci vzdálenými až 27 km. Řídící středisko mise MER pojmenovalo místo přistání „Columbia Memorial Station“ (Stanice na památku Columbie), na památku sedmi astronautů, kteří zahynuli na palubě raketoplánu Columbia.
27. ledna NASA na památku posádky Apollo 1 pojmenovala tři vrchy severně od „Columbia Memorial Station“ jako Apollo 1 Hills. 2. ledna byla, na počest poslední mise raketoplánu Columbia, pojmenována skupina vrcholů na východ od místa přistání jako Columbia Hills a sedm vrcholů tohoto pohoří jako Anderson, Brown, Chawla, Clark, Husband, McCool a Ramon. (NASA poslala tyto geografické názvy na potvrzení do IAU.)

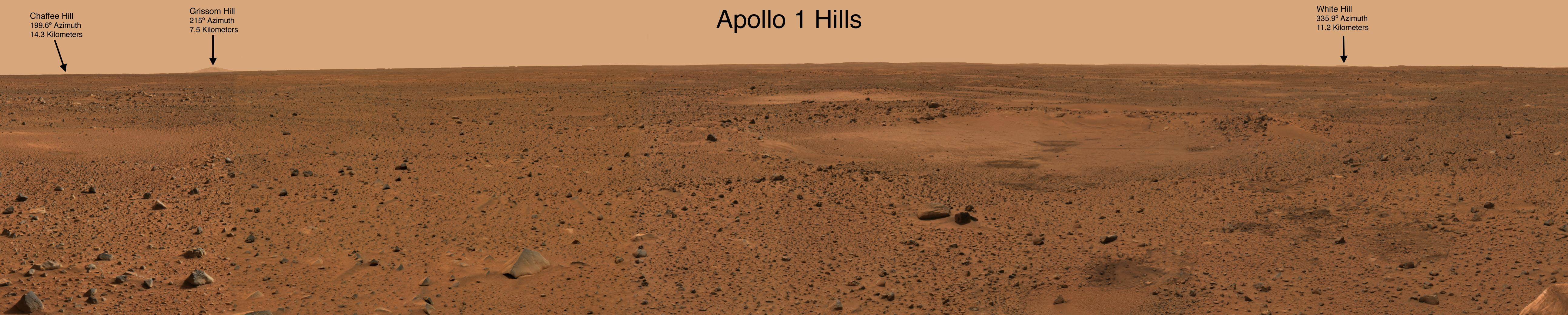
Panorama Apollo Hills z místa přistání Spiritu

## Události a objevy
Za prvních pět let svého provozu sonda urazila po povrchu Marsu dráhu asi 7,5 kilometrů.

### Sleepy Hollow
„Sleepy Hollow“ (Ospalá díra), mělká prohlubeň na povrchu Marsu v blízkosti vozítka Spirit, byla prvním cílem vozítka po opuštění místa přistání. Vědci z NASA se velmi zajímali o tento kráter. Jeho průměr je zhruba 9 metrů a je vzdálený okolo 12 metrů severně od místa přistání.

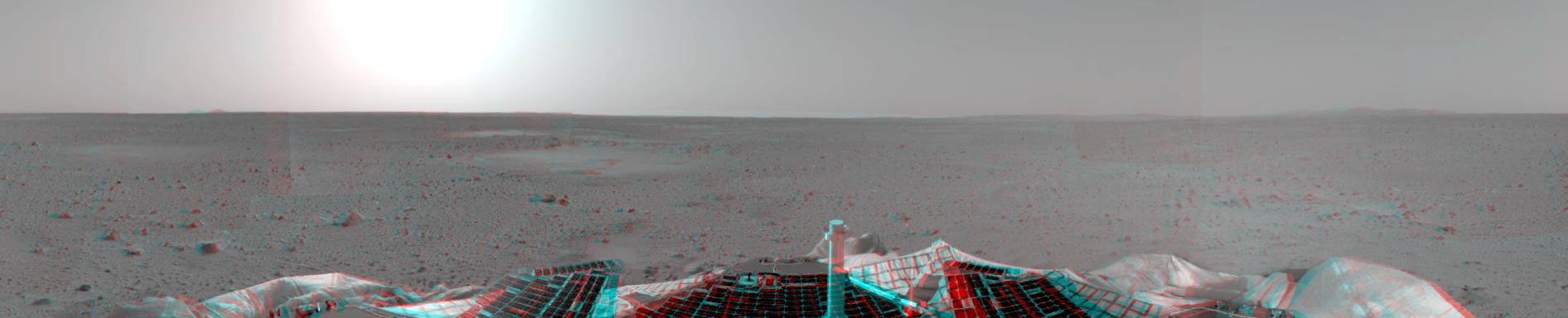
První 3-D panorama místa přistání: kráter pod Sluncem je „Sleepy Hollow“, zachyceno 5. ledna

### První barevný snímek

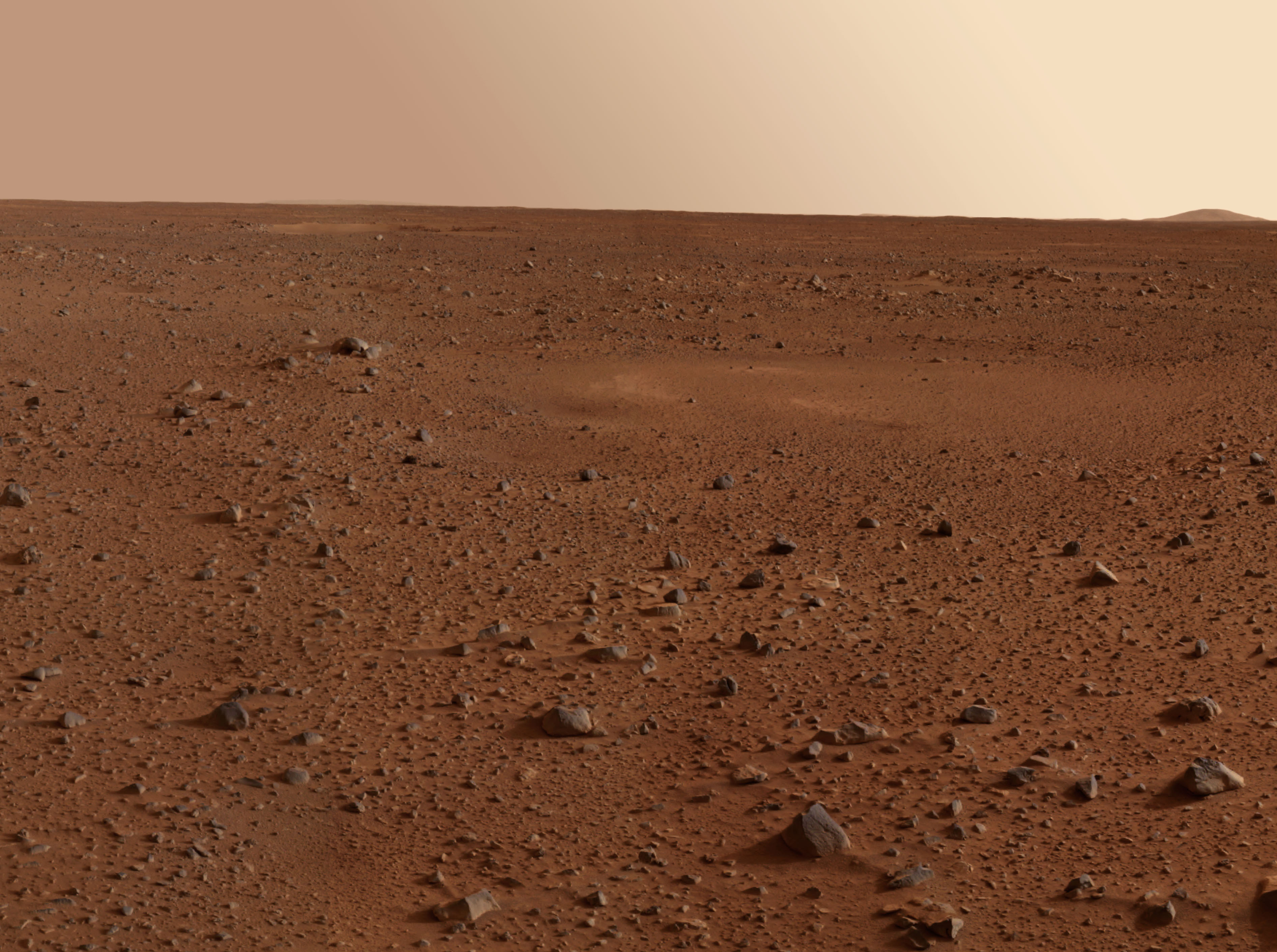
Část prvního poslaného barevného snímku. „Sleepy Hollow“ se nachází na fotografii vpravo

Vpravo je první barevný obrázek Marsu vytvořený panoramatickou kamerou vozítka Spirit. Je to obrázek s největším rozlišením jaký kdy byl pořízen z povrchu jiné planety. „Vidíme panoramatickou mozaiku složenou ze čtyřikrát tři obrázky kamery“, řekl designér kamery Jim Bell z Cornellu. Na tomto obrázku je 12 milionů bodů (4 000 × 3 000). Toto je však jen vrchol ledovce, protože tento obrázek, získaný 6. ledna 2004 je jen osmina z panoramatu pořízeného touto kamerou a není stereoskopický.

### První broušení kamene na Marsu

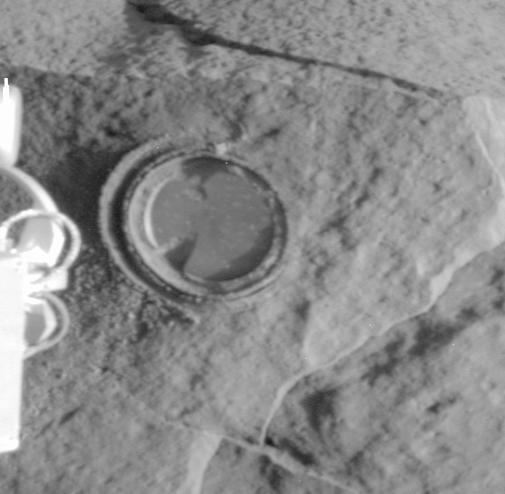
Adirondack

Kulatá a mělká díra na obrázku je výsledkem prvního broušení kamene na Marsu. 6. ledna bruska (Rock Abrasion Tool) na vozítku Spirit vybrousila plochu s průměrem 45,5 milimetrů na kameni zvaném Adirondack v průběhu 34. solu na Marsu. Materiál z 2,65 milimetrů hluboké díry byl podrobně prozkoumán mikroskopickým zobrazovačem a dvěma spektrometry na robotickém rameni. Tento obrázek pořídil Spirit panoramatickou kamerou, kvůli vizuální kontrole úspěšnosti broušení. Bruska pro obě dvě vozítka byla vyrobena firmou Honeybee Robotics z New Yorku.
„Rock Abrasion Tool překonal naše očekávání“, řekl Steve Gorevan z firmy Honeybee Robotics, vedoucí vývojář tohoto nástroje pro obě dvě vozítka. „S parametry, které jsme nastavili jsem si nemyslel, že bychom se mohli dostat tak hluboko. Skutečně, když jsme téměř viděli dokonalý kruh, byl jsem nadšený až na hranici toho o čem jsem kdy snil.“

### Mimi

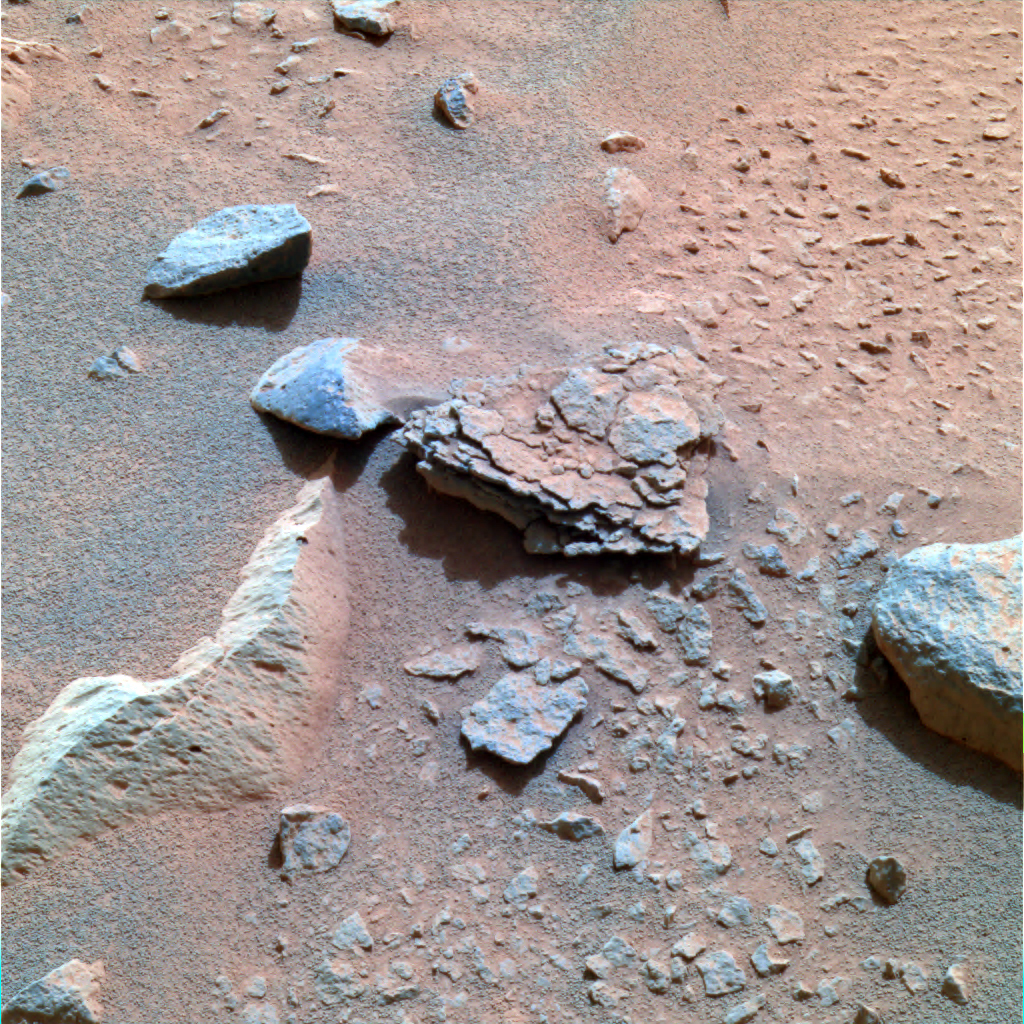
Kámen Mimi

Uprostřed tohoto barevného obrázku pořízeného panoramatickou kamerou 40. sol je šupinkový kámen zvaný Mimi. Mimi je jeden z mnoha kamenů v této oblasti známé jako „Stone Council“, ale velmi se liší od kamenů, které vědci až doposud viděli v kráteru Gusev. Šupinkovitý vzhled Mimi vedl vědce k mnoha hypotézám. Mimi mohl být vystaven velkému tlaku při dopadu meteoritu nebo mohl být kdysi dunou, která zkameněla do takovýchto šupinkových vrstev procesem, který někdy způsobuje voda.

### Humphrey a stopy vody
5. března 2004 NASA oznámila, že Spirit našel první náznaky, že v minulosti byla na Marsu voda a to v kameni nazvaném „Humphrey“. Tento kámen se zformoval z magmatu a potom zachytil do malých štěrbin světlý materiál, který má vzhled krystalizovaného minerálu. Dr. Ray Arvidson z Washingtonovy univerzity v St. Louis v průběhu tiskové konference NASA řekl: „Pokud bychom tento kámen našli na Zemi, řekli bychom , že jde o kámen vulkanického původu přes který tekla kapalina.“ Pokud je tato interpretace správná, voda s rozpuštěnými minerály mohla být obsažena v původním magmatu nebo reagovala s kamenem později. (Tisková zpráva)

### Kráter Bonerville
11. března 2004 Spirit dosáhl kráteru Bonneville po přibližně 370 metrů dlouhé cestě. Tento kráter má průměr asi 140 metrů a hloubku 28 metrů. JPL rozhodla, že by nebyl dobrý nápad, poslat vozítko na dno kráteru, protože tam neviděli žádný zajímavý objekt. Spirit přešel po jižním okraji přes několik pískových dun a pokračoval jihozápadním směrem ke Columbia Hills.

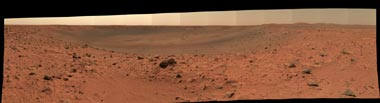
Kráter Bonneville
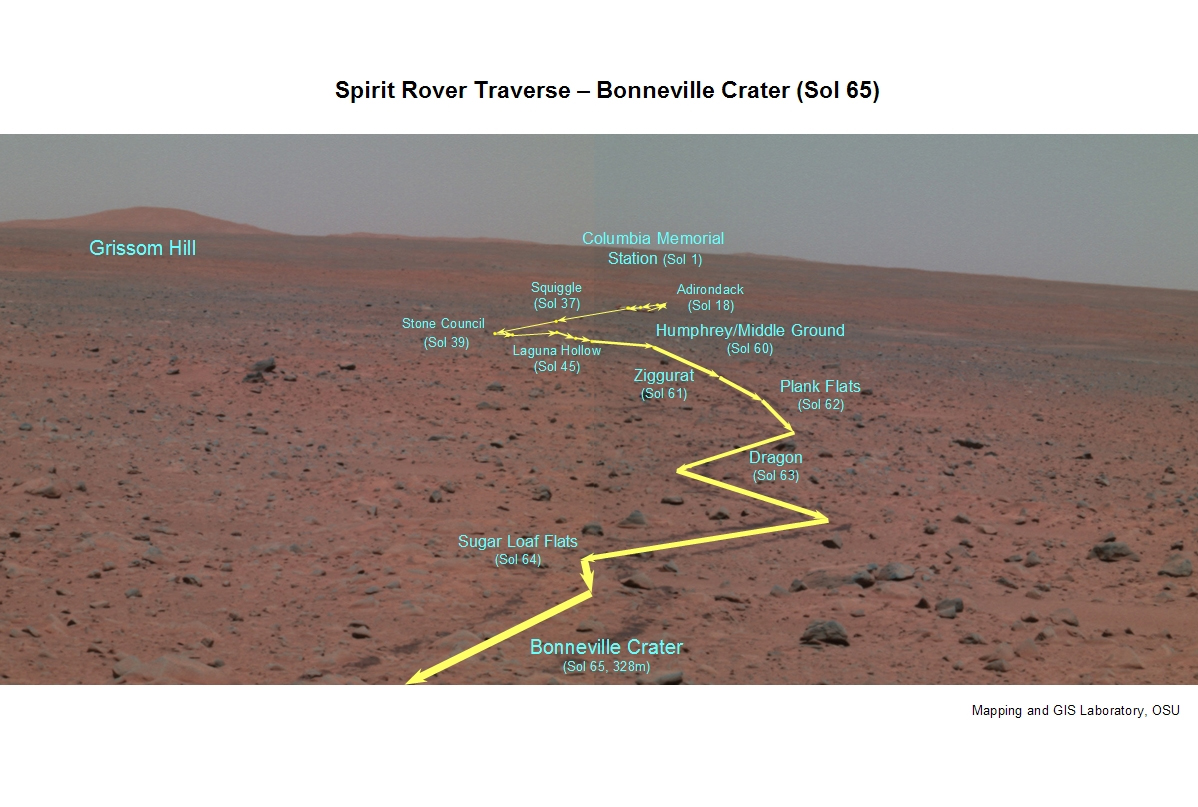
Pohled zpět na místo přistání
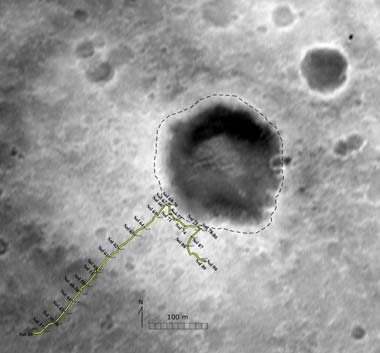
Cesta vozítka (sol 98) ze sondy Mars Global Surveyor
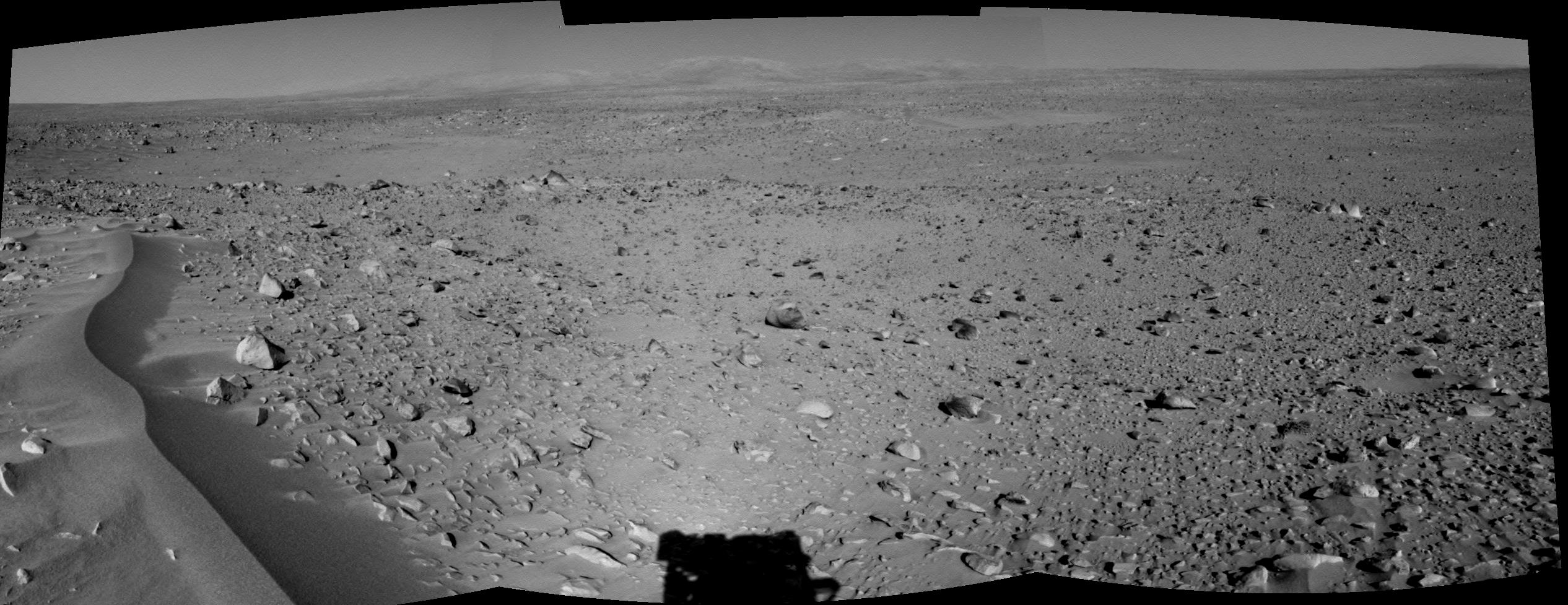

### Kráter Missoula

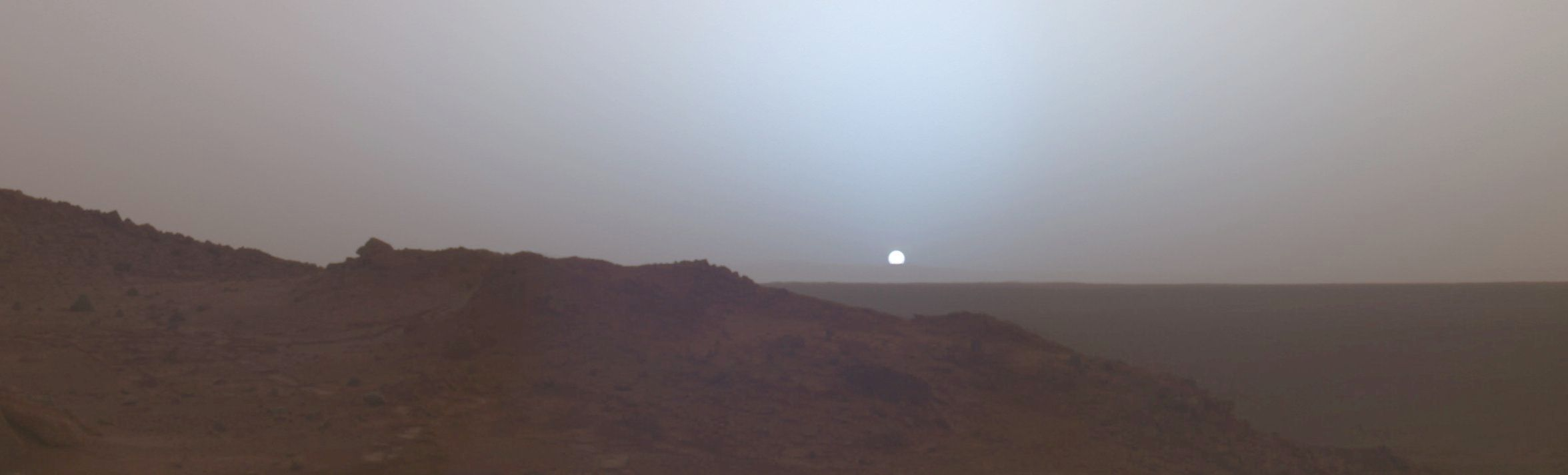
Západ Slunce (Sol 489)

Spirit dosáhl kráteru Missoula v průběhu solu 105. Kráter má průměr okolo 90 metrů a hloubku okolo 18 metrů. S tímto kráterem se neuvažovalo jako o prioritním cíli kvůli tomu, že se v něm nacházejí jen starší kameny. Vozítko přešlo po severním okraji a pokračovalo směrem na jihovýchod.

### Kráter Lahontan
Kráteru Lahontan dosáhl Spirit 118. sol a pohyboval se u jeho okraje ještě dva soly. Lahontan je asi 50 metrů široký a 9 metrů hluboký kráter. Po jihovýchodní straně cesty vozítka se táhla dlouhá písková duna, kterou Spirit objel.

### Hollywood Hills

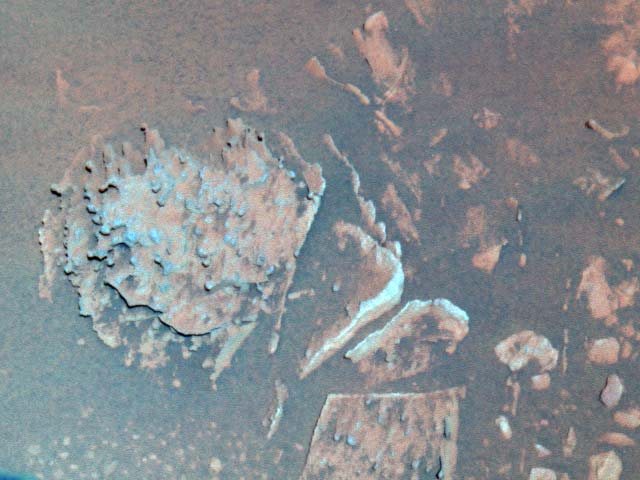
Kámen Pot of Gold

Na 159. sol Spirit dosáhl první z mnoha cílů na úpatí Columbia Hills zvaný West Spur. Hankovu prohlubeň studoval 23 solů. Vevnitř prohlubně se nacházel zvláštně vypadající kámen pojmenovaný Pot of Gold.
Odtud se Spirit vydal severní cestou po úpatí vrchu přímo k dalšímu cíli Wooly Patch, který zkoumal od 192. do 199. solu. Od solu 203 se Spirit vydal jižním směrem k vrcholu až přišel ke kameni zvaném Clovis. Clovis byl obroušen a analyzován v průběhu solů 210 až 225. Po něm následoval Ebenezer (soly 226-235), Tetl (sol 270), Uchben a Palinque (soly 281-295), a Lutefisk (soly 296-303). Od solu 239 do 262 byl celý Mars při pohledu ze Země schován za Sluncem, takže komunikaci se Spiritem nebylo možné uskutečňovat.

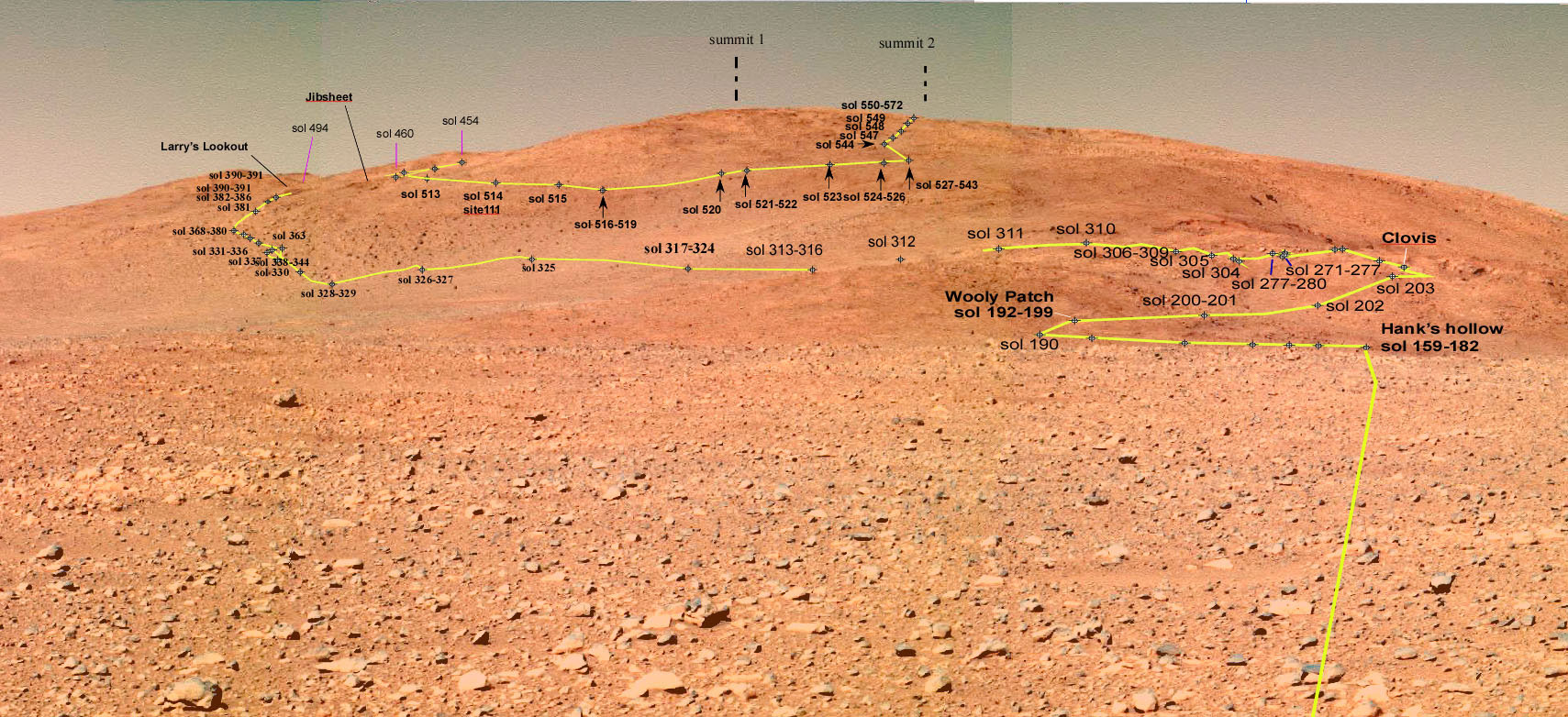
Cesta Spiritu na Husband Hill

Spirit pomalu putoval okolo vrchu Husband Hill a na 344. sol byl připraven přešplhat se přes hřbet Cumberland (Cumberland Ridge) na „Larryho výhled“ a do Údolí Tennessee.
V průběhu solu 371 Spirit přišel ke kameni nazvaném Peace blízko vrcholu Cumberland Ridge. Tento kámen zkoumal s bruskou RAT o dva soly později (sol 373).
V polovině února 2005 (sol 390) , Spirit postupoval směrem k „Larryho výhledu“ a kvůli problémům s jedním kolem do kopce couval. Vědci se snažili v této době šetřit energii na další výstup. Prach na slunečních panelech stále snižoval jejich výkon, který tak klesl z původních 900 Wh krátce po přistání na 350 Wh.

Prašný vír. Sekvence je zrychlena ze skutečných 9 minut a 35 sekund

Spirit zkoumal cestou různé cíle, jako třeba narušenou půdu „Paso Robles“, která obsahovala největší podíl soli nalezený na rudé planetě. Půda obsahovala také velký podíl fosforu a jeho sloučenin, ačkoliv to nebylo více než u jiného vzorku, kamene „Wishstone“. Vědci to okomentovali slovy: „Stále zkoušíme zjistit co to znamená, ale je jasné, že v takhle velkém množství soli měla prsty voda.“
9. března 2005 (pravděpodobně během marsovské noci) byly solární panely Spiritu očištěny prachovým vírem, tím se zvýšil jejich výkon až na 800 Wh za sol. Během dalších dnů se podařilo několik vírů vyfotit. A následně dodávaly solární panely tolik energie, že musely být vypnuty a Spirit sledoval v noci místo "spaní" noční oblohu.
Solu 582 (21. srpna, 2005) dosáhl Spirit jednoho z vrcholů kopce Husband odkud začal pořizovat panoramatické záběry a samotného nejvyššího vrcholu solu 618 (27. září 2005). Vrchol je 82 metrů nad okolní planinou, o 106 metrů výš a o 3 kilometry východním směrem dál než je místo přistání.

### Home Plate
V květnu 2007 NASA oznámila, že Spirit objevil důkazy dálné vulkanické činnosti v oblasti plošiny Home Plate, kde naposledy přezimoval.
V únoru 2008 měl najeto 7528 metrů a na Zem odesláno přes 110 000 snímků. Dne 22. března 2008 překonal 1500 solů na Marsu.

## Astronomie
Spirit natáčel své kamery k marsovské obloze a pozoroval přechod Marsova měsíce Deimose přes Slunce. Začátkem března 2004 též pořídil zatím jedinou fotografii Země z jiné planety.
12. ledna 2005 od okolo 14:45 UTC do 23:05 UTC se uskutečnil přechod Merkuru z Marsu. Teoreticky ho mohla pozorovat obě dvě vozítka Spirit i Opportunity, ale rozlišení kamery nedovolovalo vidět Merkur 6,1" uhlový průměr. Byly schopné pozorovat jen přechody Deima přes Slunce s 2' uhlovým průměrem, asi 20 krát větším než Merkur. Data generované JPL Horizons indikovala, že Opportunity byla schopná sledovat tranzit od počátku až po místní západ Slunce v 19:23 UTC pozemského času, zatímco Spirit byl schopný ho pozorovat od místního východu Slunce v 19:38 UTC pozemského času až po konec přechodu.